# Weltkarte 1:2.500.000

Blattschnitt der Weltkarte 1:2.500.000

Die Weltkarte 1:2.500.000 (englisch World Map 1:2,500,000, russisch Карта Мира 1:2.500.000) ist ein international bearbeitetes und standardisiertes Kartenwerk. Sie wurde von 1956 bis 1975 erstellt.
Die Bezeichnung Карта Мира bzw. in Umschrift Karta Mira für dieses Kartenwerk ist heute auch außerhalb der Sowjetunion bzw. Russlands üblich. Die Karta Mira besteht aus insgesamt 224 Hauptblättern und 38 Überlappungsblättern mit zusammen 83 m2 Kartenfläche. Sie bilden die gesamte Erde (Land- und Wasserflächen) nach einheitlicher Farbgebung, Zeichensystem und Maßstab ab. Letzteres bedeutet, dass eine Strecke von 1 cm in der Karte 25 km in der Natur entspricht. Der Vorschlag zu einem Weltkartenwerk mit Höhenschichten kam 1957 von dem ungarischen Kartografen Sándor Radó. Die Karta Mira wurde zwischen 1956 und 1975 von Kartographen aus sieben sozialistischen Staaten, konkret aus Bulgarien, der Tschechoslowakei, der DDR, Polen, der Sowjetunion, Rumänien und Ungarn produziert. 
Die Herstellung einer Weltkarte im Maßstab 1:2.500.000 wurde seit Ende der 1940er Jahre diskutiert, u. a. weil viele Kartographen unzufrieden waren mit der Arbeit an der Internationalen Weltkarte 1:1.000.000 (IWK). Die IWK hatte durch die Zerstörung des Central Bureau of the Map of the World in London während des Zweiten Weltkriegs einen schweren Rückschlag erlitten, so dass unsicher war, ob die IWK jemals fertiggestellt werden könnte.
Die Initiative zur Herstellung der Karta Mira übernahmen Kartographen aus Ungarn (Sándor Radó, Peter Halasz, E. Földi, Istvan Joo), aus der Sowjetunion (Grigorij A. Ginzburg [Григорий А. Гинзбург], Ilja Andrejewitsch Kutusow [Илья Андреевич Кутузов]) und aus der DDR (Erfried Haack, Horst Nischan, Manfred Pateisat). Die Herstellung der 262 Blätter wurde auf die Geodätischen Dienste der beteiligten Länder aufgeteilt. So wurden die von der DDR zu produzierenden Blätter vom VEB Hermann Haack Geographisch-Kartographische Anstalt Gotha und vom VEB Kombinat Geodäsie und Kartographie in Leipzig und Potsdam gedruckt. Die der Sowjetunion übertragenen Blätter stellte die Hauptabteilung für Geodäsie und Kartographie [Главное Управление геодезии и картографии] in Moskau her. Probedrucke mehrerer Blätter wurden von den beteiligten ostdeutschen Kartographen auf einer internationalen Tagung im Dezember 1963 in Erfurt vorgelegt. Die erste Auflage sämtlicher Blätter war 1975 vollständig.